# Conognatha souverbii
Conognatha souverbii es una especie de escarabajo del género Conognatha, familia Buprestidae. Fue descrita científicamente por Germain en 1856.